# Esquí aquàtic
L'esquí aquàtic és un esport aquàtic individual en el qual una persona esquia sobre l'aigua amb 1-2 esquís o sobre una taula, agafat a una corda anomenada palonier, que és arrossegada per una motora. En l'esquí aquàtic s'agafen velocitats molt altes i exigeix bons reflexos i equilibris a l'hora de realitzar les maniobres.

L'esquí aquàtic va ser esport d'exhibició als Jocs Olímpics d'Estiu de 1972

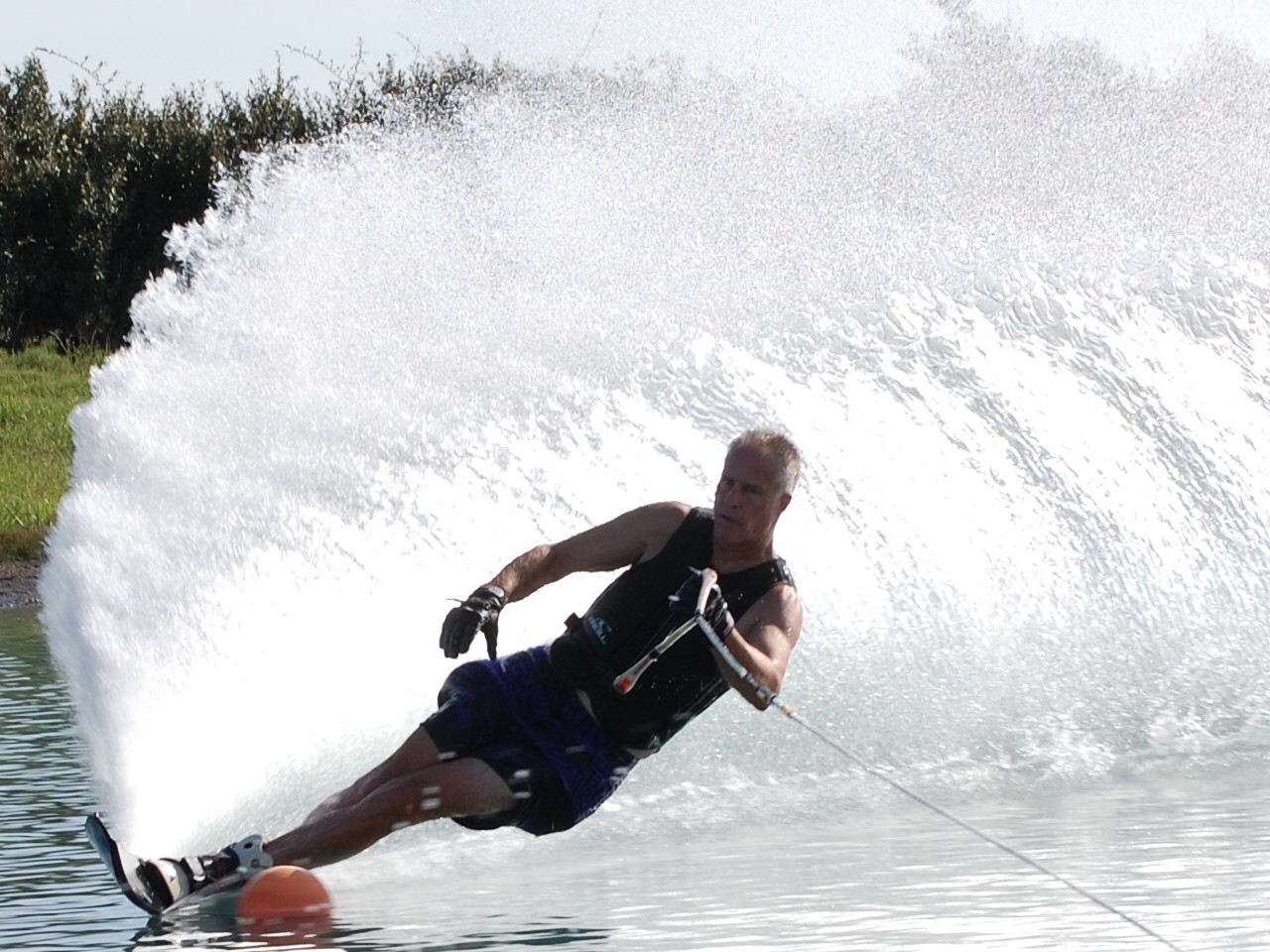
A slalom skier making a turn on a slalom waterski.

## Història
L'esquí aquàtic va ser inventat oficialment el 28 de juny de 1922, quan Ralph William Samuelson, un jove de 18 anys de Lake City, Minnesota, va tenir la idea de lliscar sobre l'aigua amb dos esquís i arrossegat per una motora. Aquell mateix dia va decidir provar la seva idea, ajudat pel seu germà. Tots dos ho van estar provant fins al dia 2 de juliol de 1922, quan Ralph es va adonar que aixecant les puntes dels esquís i inclinant-los cap enrere, en facilitava la pràctica i el control a l'aigua.
Els primers esquís que va utilitzar eren dos taulers d'un barril, bullits per poder donar forma encorbada a les puntes. La corda que va utilitzar era d'una cortina llarga. Cal dir que l'embarcació que va fer servir mesurava prop de 7 metres i tenia 15 cavalls de potència.
El 8 de juliol de 1925, durant una exhibició feta en el mateix llac Pepin, va realitzar el primer salt d'esquí aquàtic, utilitzant una rampa creada per ell mateix. Va ser també aquest any quan Fred Waller va patentar els primers esquís aquàtics, denominats Dolphin Akwa Skees. Ralph Samuelson va deixar la pràctica de l'esquí a causa d'un accident laboral el 1937. Va morir de càncer el 1977.

## Modalitats
- Esquí de clàssiques: Eslàlom, Figures i Salts.

- Curses.

Una variant de l'esquí aquàtic és el Wakeboard, que és una barreja entre l'esquí i l'Snow.

## Esquí de clàssiques

### Eslàlom
Primerament, el competidor, arrossegat per la barca, passa a través de les portes d'entrada de la pista d'eslàlom, formades per 2 boies, en les quals s'ha de passar pel mig de totes dues. Seguidament, ha de passar al voltant i per la part exterior de les 6 boies que formen el camp d'Eslàlom i procedeix a passar a través de les portes finals en posició d'esquiador (constituint una passada). L'esquiada finalitza quan falli una boia o porta.
Per afegir dificultat a la cursa, la barca va augmentant progressivament la velocitat fins a aconseguir la velocitat màxima de la categoria a la qual pertany l'esquiador. Un cop aconseguida la màxima velocitat, la corda es va escurçant. La velocitat màxima per al cas dels homes és de 58 km/h, i de les dones 55 km/h.
La corda d'arrossegament mesura 18,25 m a l'inici de la prova i es va escurçant a les següents llargàries: 16 m, 14,25 m, 13 m, 12 m, 11,25 m, 10,75 m, 10,25 m, 9,75m.
Cal tenir en compte que des del passadís de la llanxa, on va lligada la corda, fins a la boia, hi ha 11,50 m de distància, la qual cosa significa que cada vegada que s'escurça la corda la dificultat és més gran per assolir les boies.
El rècord del món actual el té l'esquiador nord-americà Chris Parrish, amb 2 boies a 9,75m i 58 km/h. Significa que per assolir la boia ha hagut d'estirar 1,75 sobre l'aigua i tornar a aixecar per arribar fins a la segona boia. A Espanya el rècord el sosté Ivan Morros, amb 3 boies a 10,25 i 58 km/h.

### Figures
En aquesta modalitat, l'esquiador va amb un sol esquí (més curt i més ample que el d'eslàlom) i ha de fer el màxim nombre de figures acrobàtiques possibles en un període de 20 segons d'anada i 20 de tornada. Actualment, i gràcies a les noves tecnologies, el recorregut de l'esquiador s'enregistra i posteriorment un grup de cinc jutges revisen el vídeo i assignen la puntuació en funció de les acrobàcies fetes. No és permès fer dos cops la mateixa acrobàcia.
En aquesta modalitat, també es fa una part de la passada fent corda-peu, que consisteix a fer el màxim nombre d'acrobàcies amb el peu lligat al palonier i sense utilitzar les mans. Aquest mètode és summament perillós perquè en cas de caure, el peu es pot quedar lligat al palonier i l'impuls de la barca pot produir greus danys a l'esquiador. Per això sempre hi ha una persona a la qual està lligada la corda per deixar-la anar en cas de caiguda.
L'esquí emprat en aquesta modalitat és de base plana. Els cantells són angulats i permeten una mobilitat més gran. L'esquí, a diferència del d'eslàlom i dels de salts, no té quilla a la part inferior. Així poden lliscar per la superfície en totes direccions i sentits. La longitud de la corda i la velocitat són escollides a gust de l'esquiador en funció de la seva comoditat per fer les figures. En general, la millor distància és entre 12 i 14 m, i la velocitat, entre 28 i 34 km/h.
Actualment, el rècord del món el sosté des de 2005 el francès Nicolas Li Forestier, amb 12.400 punts. A Espanya, el rècord el sosté Lluís Noguera, amb 8510 punts.

### Salts

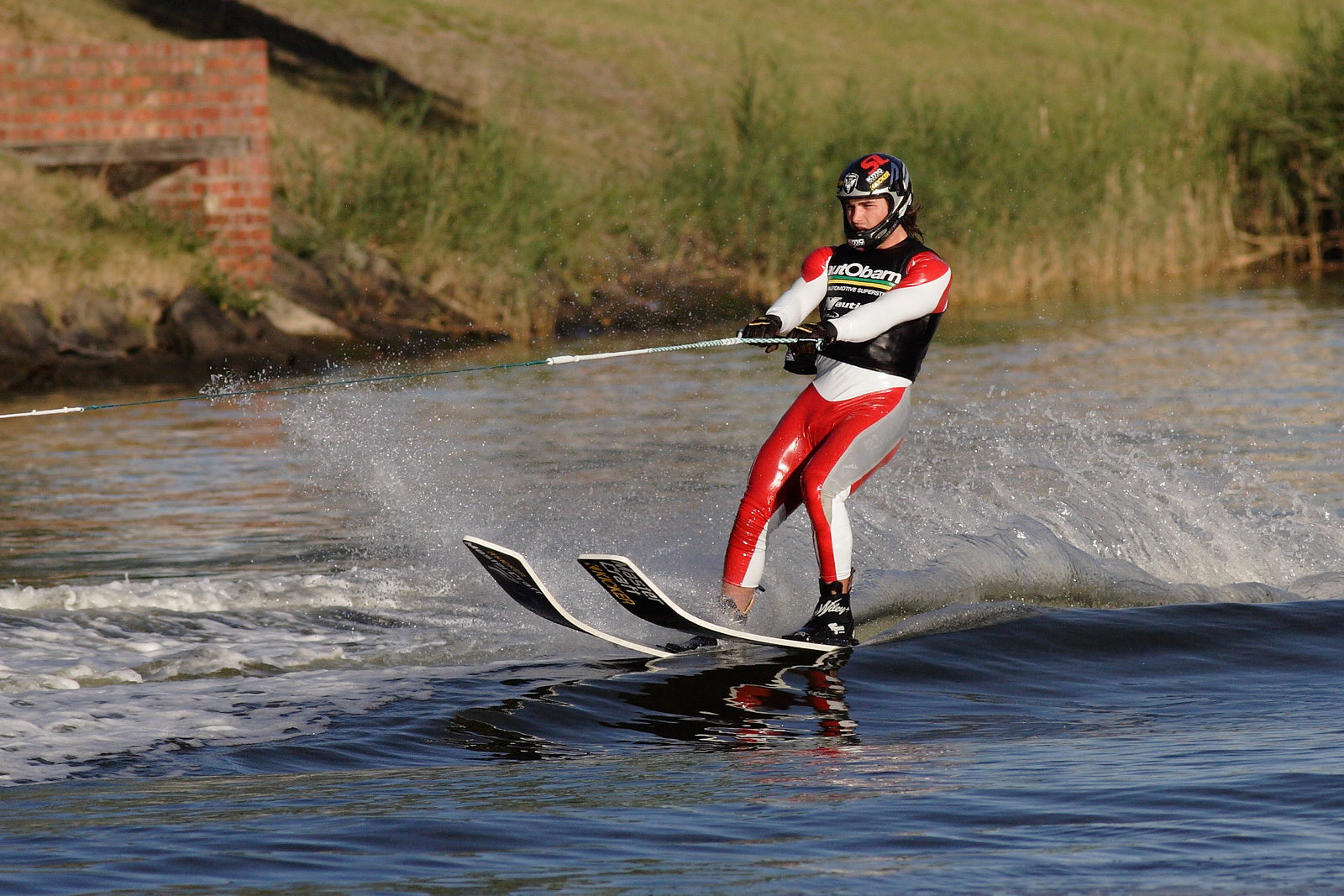
Water-skiing on the Yarra River in Melbourne

La disciplina de salts es fa amb dos esquís de poc més de 2 m d'alçada i entre 25 i 30 cm d'amplada. Per realitzar el salt, l'esquiador ha de recórrer un passadís de boies situat al lateral de la rampa i en un moment donat ha de creuar dos cops a gran velocitat el deixant de la barca per tal d'assolir més velocitat i, en acabar la segona creuada, saltar immediatament per la rampa.
La velocitat màxima de la barca és de 57 km/h en homes i 54 km/h en dones. La mesura de la corda és la mateixa per tothom, amb 23 m de longitud. Aquesta velocitat, sumada a l'obtinguda amb l'impuls de les creuades, pot fer que l'esquiador arribi als 120-130 km/h, i qualsevol error podria comportar l'impacte de l'esquiador contra l'aigua que, a aquestes velocitats, seria com xocar contra el terra.
El rècord del món el té Freddy Krueger (no el confoneu amb el personatge de cinema) amb 246 peus (75,1 m). A Espanya, el rècord el té Guillermo Moreno de Carlos, amb 67,1 m.

## Curses
En les curses, cal donar voltes a un circuit limitat per boies, i sol ser triangular. El corredor esquia sobre dos esquís i han d'intentar arribar la meta els primers (amb el mínim de temps), un cop finalitzada la cursa. Les curses duren 30, 45 o 60 minuts, en funció de la categoria. Aquesta modalitat és de les més emocionants, ja que el resultat de la cursa depèn molt de la resistència física de l'esquiador. La funció de la barca en aquesta prova també és fonamental, ja que a més velocitat més possibilitats hi ha de guanyar, a causa de la senzillesa del circuit.
Els equips de curses estan formats per tres persones: esquiador, pilot i copilot. La funció del copilot és informar al pilot sobre l'estat de l'esquiador; és una peça clau a l'hora de decidir augmentar la velocitat.

## Aprenentatge
Les escoles d'esquí més prestigioses estan situades als Estats Units. Concretament l'estat de Florida és un lloc idoni per a la pràctica d'aquest esport, a causa de la gran quantitat de llacs naturals. En aquestes escoles conviuen els millors esquiadors del món amb persones que esquien per afició, i viure en aquestes escoles els facilita molt el fet d'esquiar cada dia, fet que en altres parts del món és molt difícil a causa de la falta de medis i mitjans (llacs, barques...).

## L'esquí aquàtic a Catalunya
La introducció a Catalunya arrenca en els anys cinquanta, quan es van iniciar les primeres activitats d'aquest esport. El primer concurs a l'estat espanyol es va fer l'agost de 1951 a Arenys de Mar, un mes després va tenir lloc el primer Campionat de Catalunya a Blanes, el 1957 el primer Campionat d'Espanya a l'estany de Banyoles i el mateix any el Campionat d'Europa i del Mediterrani, també a Arenys de Mar. El 1969 Víctor Palomo es va proclamar campió del món d'eslàlom a Copenhaguen, i el 1971 es va disputar el Campionat del Món a Banyoles amb la participació de cinc catalans. La Federació Catalana d'Esquí Nàutic es va crear el 1976, i gràcies a la seva tasca i a la de la Federació Espanyola, sempre dirigida per catalans, durant els anys vuitanta i norata es van organitzar a Catalunya molts campionats com l'Europeu Júnior de 1984 a Banyoles, el Mundial de curses de 1985 a Blanes, el Balís-Mataró i Barcelona, el Mundial sub-21 de 1993 al Canal Olímpic de Castelldefels, els Spanish Masters que de 1987 a 1992 es van celebrar a la desembocadura del riu Fluvià, a Sant Pere Pescador, i altres campionats europeus a Port Ginesta, el Roc de Sant Gaietà o Sant Carles de la Ràpita. I a conseqüència d'això van sorgir nombroses promeses que van guanyar diverses medalles internacionals en categories de promoció. El 1993, l'estany de Banyoles va haver de deixar de ser centre d'esquí nàutic per qüestions mediambientals i el llac natural d'aigua dolça de Sant Pere Pescador, va esdevenir el lloc ideal per practicar aquest esport fins que el 2004 també va ser clausurat per l'Agència Catalana de l’Aigua.